# Microsphecodes dominicanus
Microsphecodes dominicanus là một loài Hymenoptera trong họ Halictidae. Loài này được Stage mô tả khoa học năm 1972.